# يان دي غروت
جان دي غروت (بالهولندية: Jan Jakob Maria de Groot)‏ (و. 1854 – 1921 م) هو لغوي، ومؤرخ، وبروفيسور، وأستاذ جامعي هولندي، ولد في سخيدام، كان عضوًا في الأكاديمية البروسية للعلوم، والأكاديمية الملكية الهولندية للفنون والعلوم، توفي في برلين، عن عمر يناهز 67 عاماً.